# Tổng hợp hạt nhân Big Bang
Trong vũ trụ học vật lý, tổng hợp hạt nhân Big Bang (viết tắt là BBN, còn được gọi là tổng hợp hạt nhân nguyên thủy) đề cập đến việc sản xuất các hạt nhân mà không phải là đồng vị nhẹ nhất của hydro (hydro-1, 1H, có một proton làm hạt nhân) trong các giai đoạn đầu của vũ trụ. Tổng hợp hạt nhân được hầu hết các nhà vũ trụ học thống nhất quan điểm cho là đã diễn ra trong khoảng thời gian từ khoảng 10 giây đến 20 phút sau Big Bang (Vụ Nổ Lớn), và được coi là đã chịu trách nhiệm cho sự hình thành của hầu hết các nguyên tử heli là đồng vị heli-4 (4He) của vũ trụ, cùng với một lượng nhỏ hydro đồng vị deuteri (2H hoặc D), các heli đồng vị heli-3 (3He), và một số lượng rất nhỏ đồng vị của lithi lithi-7 (7Li). Ngoài các hạt nhân ổn định này, hai đồng vị phóng xạ không ổn định hoặc phóng xạ cũng được tạo ra: triti, đồng vị hydro nặng (3H hoặc T); và đồng vị beryli beryli-7 (7Be); nhưng các đồng vị không ổn định này sau đó phân rã thành 3He và 7Li, như trên.
Về cơ bản, tất cả các nguyên tố nặng hơn lithi được tạo ra muộn hơn nhiều, bằng cách tổng hợp hạt nhân sao trong quá trình phát triển và phát nổ của các ngôi sao.

## Đặc điểm
Có một số đặc điểm quan trọng của quá trình tổng hợp hạt nhân Big Bang (BBN):
- Các điều kiện ban đầu (tỷ lệ neutron-proton) được thiết lập trong 1 giây đầu tiên sau Vụ Nổ Lớn.
- Vũ trụ rất gần với sự đồng nhất tại thời điểm này, và bức xạ mạnh mẽ.
- Sự hợp nhất của các hạt nhân xảy ra trong khoảng từ 10 giây đến 20 phút sau Vụ Nổ Lớn; điều này tương ứng với phạm vi nhiệt độ khi vũ trụ đủ mát để deuteri tồn tại, nhưng đủ nóng và đậm đặc để các phản ứng nhiệt hạch xảy ra với tốc độ đáng kể.[1]
- Nó đã lan rộng, bao gồm toàn bộ vũ trụ quan sát được.

Tham số chính cho phép người ta tính toán các hiệu ứng của BBN là tỷ lệ số baryon/photon, là một số lượng nhỏ cỡ 6×1010. Tham số này tương ứng với mật độ baryon và kiểm soát tốc độ các nucleon va chạm và phản ứng; từ đó có thể tính được sự phong phú của nguyên tố sau khi quá trình tổng hợp hạt nhân kết thúc. Mặc dù tỷ lệ baryon trên mỗi photon rất quan trọng trong việc xác định sự phong phú của nguyên tố, nhưng giá trị chính xác tạo ra rất ít sự khác biệt cho bức tranh tổng thể. Nếu không có những thay đổi lớn đối với lý thuyết Big Bang, BBN sẽ dẫn đến sự dư thừa khối lượng khoảng 75% hydro-1, khoảng 25% heli-4, khoảng 0,01% deuteri và heli-3, theo dõi số lượng 10 (theo số mũ 10−10) của lithi, và các yếu tố nặng hơn không đáng kể. Sự phong phú quan sát được trong vũ trụ nói chung phù hợp với những con số này, và được coi là bằng chứng mạnh mẽ cho lý thuyết Big Bang.
Trong lĩnh vực này, vì lý do lịch sử, người ta thường trích dẫn phần heli-4 theo khối lượng, ký hiệu Y, sao cho 25% heli-4 có nghĩa là các nguyên tử heli-4 chiếm 25% khối lượng, nhưng ít hơn 8% các hạt nhân sẽ là hạt nhân heli-4. Các hạt nhân (dấu vết) khác thường được biểu thị dưới dạng tỷ lệ số với hydro.
Các tính toán chi tiết đầu tiên về sự phong phú của đồng vị nguyên thủy được đưa ra vào năm 1966 và đã được tinh chỉnh qua nhiều năm bằng cách sử dụng các ước tính cập nhật về tốc độ phản ứng hạt nhân đầu vào. Nghiên cứu Monte Carlo có hệ thống đầu tiên về mức độ không chắc chắn của tốc độ phản ứng hạt nhân, trong phạm vi nhiệt độ có liên quan, dự đoán đồng vị tác động được thực hiện vào năm 1993.